# ميخال هرتسوغ
ميكال هرتسوغ (بالعبرية: מיכל הרצוג‏) (من مواليد 15 مايو 1961) محامية إسرائيلية.
وهي السيدة الأولى لإسرائيل حيث أنها متزوجة من هرتسوغ رئيس إسرائيل منذ عام 2021.

## حياتها
ولدت ميكال أفيك في كيبوتس عين حرود. وكان والدتها زفيا معلمة، وأبوها شاؤول أفيك عضواً في البلماح وعقيداً في الجيش الإسرائيلي.
نشأت ميكال أفيك في تل أبيب وفي حي «نيفيه روم» في رمات هشارون. وابن عمها هو كبير المحامين العسكريين الجنرال شارون آفيك. وخلال فترة خدمتها في الجيش الإسرائيلي، خدمت أفيك في سلاح المخابرات، حيث التقت بزوجها المستقبلي، إسحاق هرتسوغ، وتزوجا في أغسطس 1985. وأنجبا ثلاثة أبناء ويعيشون في حي تسهالا في تل أبيب.

## حياتها المهنية
في عام 1986، تخرجت ميخال هرتسوغ من كلية الحقوق في جامعة تل أبيب وفي عام 1988 حصلت على إجازة من نقابة المحامين في إسرائيل.
خدمت هرتسوغ في مجلس إدارة «معاليه»، وهي منظمة تعمل على تعزيز قضايا مسؤولية الشركات وتطوير معايير الإدارة المسؤولة في إسرائيل. وعملت مديرة لشركة «بولار للاستثمار» ومديرة خارجية لشركة «فريدنسون للخدمات اللوجستية».
في عام 2021، تم انتخاب زوجها رئيسًا لإسرائيل، مما جعلها السيدة الأولى لإسرائيل.